# Chicago Marathon 2002
De Chicago Marathon 2002 werd gelopen op zondag 13 oktober 2002. Het was de 25e editie van deze marathon.
De Amerikaan Khalid Khannouchi kwam bij de mannen als eerste over de streep in 2:05.56. De Engelse Paula Radcliffe won bij de vrouwen in 2:17.18. Met deze tijd verbeterde ze niet allen het parcoursrecord, maar ook het wereldrecord op de marathon.
In deze wedstrijd finishten in totaal 28.390 marathonlopers, waarvan 17.129 mannen en 11.261 vrouwen.

## Uitslagen

### Mannen
| rang   | naam                  | land | tijd    |
| ------ | --------------------- | ---- | ------- |
| Goud   | Khalid Khannouchi     | MAR  | 2:05.56 |
| Zilver | Daniel Njenga         | KEN  | 2:06.16 |
| Brons  | Toshinari Takaoka     | JPN  | 2:06.16 |
| 4      | Paul Tergat           | KEN  | 2:06.18 |
| 5      | Abdelkader El Mouaziz | MAR  | 2:06.46 |
| 6      | Alan Culpepper        | USA  | 2:09.41 |
| 7      | John Kagwe            | KEN  | 2:10.02 |
| 8      | Driss El Himer        | FRA  | 2:11.51 |
| 9      | Peter Githuka         | KEN  | 2:12.43 |
| 10     | Tobias Hiskia         | RSA  | 2:13.16 |

### Vrouwen
| rang   | naam               | land | tijd    |
| ------ | ------------------ | ---- | ------- |
| Goud   | Paula Radcliffe    | GBR  | 2:17.18 |
| Zilver | Catherine Ndereba  | KEN  | 2:19.26 |
| Brons  | Yoko Shibui        | JPN  | 2:21.22 |
| 4      | Svetlana Zacharova | RUS  | 2:21.31 |
| 5      | Madina Biktagirova | RUS  | 2:25.20 |
| 6      | Deena Drossin      | USA  | 2:26.53 |
| 7      | Kayoko Obata       | JPN  | 2:28.15 |
| 8      | Nuta Olaru         | ROU  | 2:31.37 |
| 9      | Masako Chiba       | JPN  | 2:34.36 |
| 10     | Jeanne Hennessy    | USA  | 2:35.53 |

1977 ·
1978 ·
1979 ·
1980 ·
1981 ·
1982 ·
1983 ·
1984 ·
1985 ·
1986 ·
1987 ·
1988 ·
1989 ·
1990 ·
1991 ·
1992 ·
1993 ·
1994 ·
1995 ·
1996 ·
1997 ·
1998 ·
1999 ·
2000 ·
2001 ·
2002 ·
2003 ·
2004 ·
2005 ·
2006 ·
2007 ·
2008 ·
2009 ·
2010 ·
2011 ·
2012 ·
2013 · 
2014 · 
2015 · 
2016 · 
2017 · 
2018 · 
2019 · 
2021 · 
2022 · 
2023